# Javier de Burgos
Francisco Javier de Burgos y del Olmo (Motril, 22 ottobre 1778 – Madrid, 22 gennaio 1848) è stato un politico, giornalista e drammaturgo spagnolo.

## Biografia
Di famiglia nobile ma non ricca, era destinato a servire la Chiesa, ma ben presto abbandonò gli studi religiosi a Granada, per trasferirsi a Madrid dedicandosi allo studio della giurisprudenza. Con l'invasione napoleonica passò al servizio dei francesi in Andalusia, occupando numerose cariche. Dato il suo status di afrancesado, nel 1812 si trasferì a Parigi dove completò la sua formazione studiando le opere dei classici, Orazio soprattutto, traducendo le sue opere in lingua spagnola. Queste traduzioni di Orazio vennero discusse, a loro volta, da Andrés Bello in un celebre articolo sulle traduzioni. Bello qualificò Javier de Burgos come "debole traduttore ed eccellente commentatore di Orazio." Anni dopo, nel 1844, pubblicò una revisione di questo lavoro che, nonostante le sue imperfezioni, è ancora un punto di riferimento, tra l'altro per l'uso di strofe saffiche in versi sciolti.
Tornò a Madrid nel 1819 e nel 1822 venne nominato direttore del El Imparcial quotidiano attorno al quale si riunirono molti afrancesadi portatori di nuove idee. Il suo lavoro di giornalista venne affiancato da quello di scrittore, in particolare per Biografía universal antigua y moderna, una traduzione dal francese che pubblicò, ampliandola, in diversi volumi. Nel periodo 1827-1833 ricoprì diversi importanti incarichi nell'amministrazione.
Il 21 ottobre 1833, all'inizio del regno di Isabella II di Spagna, sotto la reggenza di Maria Cristina di Borbone-Due Sicilie, fu nominato Segretario di Stato nel ministero di Francisco Cea Bermúdez e in questo incarico realizzò la divisione territoriale della Spagna, basata su un approccio di stato liberale, ma prendendo come base le antiche costituzioni dei regni di Spagna. Il decreto fu approvato il 30 novembre e il 22 dicembre dello stesso anno, de Burgos, venne nominato ministro delle finanze. Fu senatore e consigliere reale e nel 1846, con il primo governo di Narvaez, ministro degli Interni, posizione che lasciò nello stesso anno quando venne nominato Francisco Javier de Istúriz come capo del governo.
Negli ultimi anni di vita tornò a coltivare la poesia e in aggiunta alla revisione della traduzione di Orazio, già accennata, scrisse poesie di circostanza, avendo composto un'ode funebre in occasione dei funerali della regina Isabella di Braganza, un inno per il matrimonio di re Ferdinando VII con Maria Cristina di Borbone, ma emersero tra tutte l'Ode alla ragione e l'Ode al futuro. Fu anche un commediografo e drammaturgo avendo scritto I tre uguali che fu la causa dell'esilio dell'attore Isidoro Máiquez. Quando morì lasciò incompiuto Annali del regno di Isabella II, che venne completato da suo figlio Augusto.